# Odontobracon panamensis
Odontobracon panamensis är en stekelart som beskrevs av Marsh 1988. Odontobracon panamensis ingår i släktet Odontobracon och familjen bracksteklar. Inga underarter finns listade i Catalogue of Life.